# J・W・カリー
J・W・カリー（John.W.Curry、1959 - ）は、前衛詩人、芸術家。ケリー表記もあり。

## 来歴
1979年、トロントにCurvd H&z Pressを設立。詩『i』によってのみ名を知られ、世界一短い詩として有名になった。しかし、アラム・サロイヤンの『m』や、草野心平の冬眠などもあるために、今でもどれが1番短いか議論が続いている。
「m」や、「●」と比べると、明らかに「i」の方が細く、短い。しかし、世界一短い詩のギネス世界記録では、サロイヤンの「m」が1番だと書かれている。